# MAC-Schiff
Ein Handelsflugzeugträger, auch als MAC-Schiff (Merchant Aircraft Carrier) bezeichnet, war ein Flugzeug tragendes Handelsschiff, das von Großbritannien und Japan im Zweiten Weltkrieg eingesetzt wurde.

## Allgemeines
Das MAC-Schiff war ein ziviles Handelsschiff, auf dem ein Flugzeugdeck montiert war. Die Flugzeuge standen auch nicht in einem Hangar, sondern wurden an Deck geparkt. Neben ihrem Trägereinsatz beförderten die Schiffe meistens auch noch ihre »normale« Ladung.
Die auf britischer Seite im Zweiten Weltkrieg zum Einsatz kommenden Schiffe zählen zur Gruppe der Empire-Schiffe. Es gab insgesamt fünf verschiedene Schiffsklassen von MAC-Schiffen mit insgesamt 17 Einheiten. Diese Schiffe wurden zur Absicherung von Handelskonvois gegen U-Boote eingesetzt. Obwohl nur wenige Flugzeuge (in der Regel vier) auf ihnen untergebracht werden konnten, waren sie erfolgreich und hatten eine große Abschreckwirkung auf Angreifer. Die Flugzeuge, die auf ihnen zum Einsatz kamen, waren meist Fairey Swordfish. Obwohl nur Hilfsschiffe mit weiterhin zivilem Status, überstanden sämtliche Einheiten den Krieg und wurden teilweise später wieder zu normalen Handelsschiffen umgebaut.

## Liste der Handelsflugzeugträger

### Großbritannien

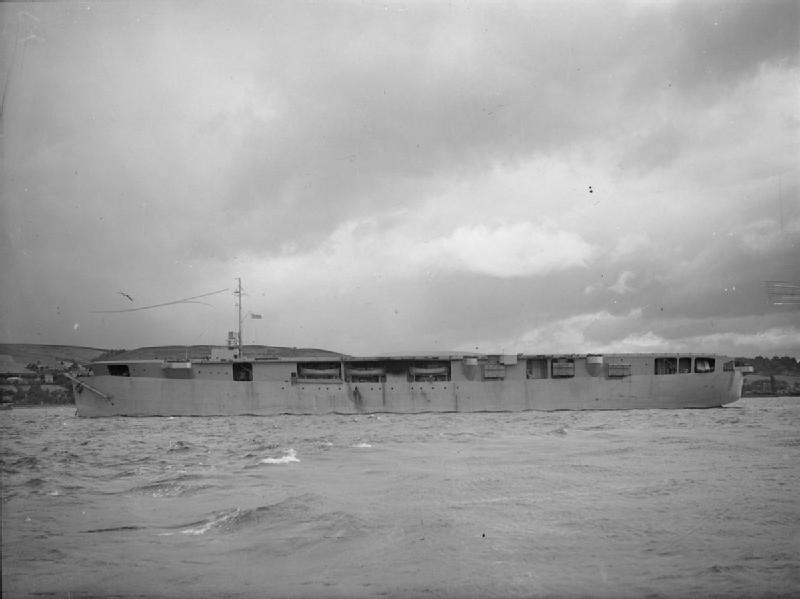
Die Empire MacAndrew

- Empire-MacAlpine-Klasse
  - Empire MacAlpine
  - Empire MacKendrick
- Empire-MacAndrew-Klasse
  - Empire MacAndrew
  - Empire MacDermott
- Empire-MacRae-Klasse
  - Empire MacRae
  - Empire MacCallum
- Rapana-Klasse
  - Rapana
  - Ancylus
  - Acavus
  - Alexia
  - Amastra
  - Miralda
  - Adula
- Empire-MacKay-Klasse
  - Empire MacKay
  - Empire MacColl
  - Empire Mahon
  - Empire MacCabe

### Japan
- Shimane-Maru-Klasse
  - Shimane Maru

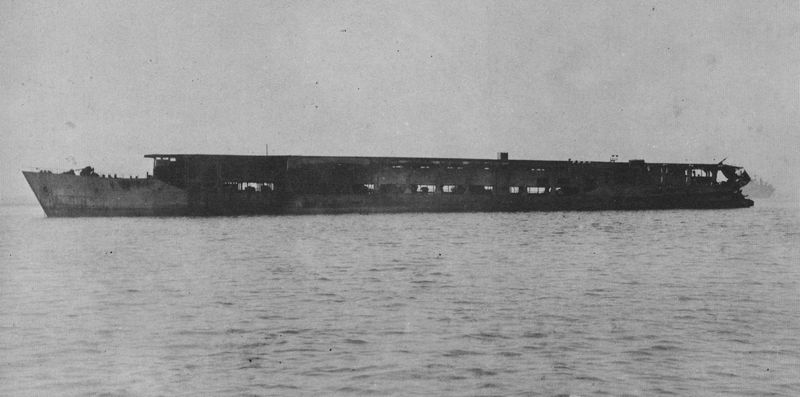
Die Yamashiro Maru

  - Ōtakisan Maru – nicht fertiggestellt
- Yamashiro-Maru-Klasse
  - Yamashio Maru
  - Chigusa Maru – nicht fertiggestellt